# Scrancia rothschildi
Scrancia rothschildi är en fjärilsart som beskrevs av Sergius G. Kiriakoff 1965. Scrancia rothschildi ingår i släktet Scrancia och familjen tandspinnare. Inga underarter finns listade.